# Audrey Prieto
Pour les articles homonymes, voir Prieto.
Audrey Prieto, née le 13 juin 1980 à Clermont-Ferrand (Puy-de-Dôme), est une lutteuse française.
Championne de lutte de Riom, Audrey Prieto-Bokhashvilli s’est brillamment qualifiée en lutte féminine dans la catégorie 72 kg, en terminant deuxième du tournoi d’Haparanda (Suède), dernier tournoi qualificatif avant les Jeux olympiques.
Elle remporte 100 000 € et une voiture (Hyundai i30) en participant à l'émission Qui peut battre Benjamin Castaldi ? sur TF1 le samedi 29 novembre 2008.
En 2015 elle est candidate sur la liste Front de Gauche pour les élections régionales en Île-de-France

## Palmarès

### Championnats du monde
- Championne du monde en 2007 en 59 kg à Bakou, en Azerbaïdjan
- Médaille de bronze en 63 kg aux  Championnats du monde de lutte 2008 à Tokyo, au Japon.

### Championnats d'Europe
- Vice-championne d'Europe en 2005 en 59 kg à Varna, en Bulgarie.
- Vice-championne d'Europe en 2010 en 63 kg à Bakou, en Azerbaïdjan.
- Médaille de bronze en 59 kg aux  Championnats d'Europe de lutte 2006 à Moscou, en Russie.

### Jeux méditerranéens
- Médaille de bronze en 59 kg aux Jeux méditerranéens 2005 à Almería, en Espagne.

## Décorations
- Chevalier de l'ordre national du Mérite (décret du 20 juin 2022)[2]